# Xyletinus ornatus
Xyletinus ornatus is een keversoort uit de familie klopkevers (Anobiidae). De wetenschappelijke naam van de soort is voor het eerst geldig gepubliceerd in 1844 door Germar.